# Marianum
Le Marianum est une université pontificale pour l'étude de la mariologie. Il est géré par l'ordre des Servites de Marie et publie une revue intitulée Marianum. 

## Historique
Le nom de Marianum lui-même remonte au pape Boniface IX, qui en 1398 a accordé aux serviteurs de Marie le droit de conférer des diplômes théologiques. Ce collège à Rome a été fermé en 1870 par le gouvernement italien victorieux, qui a repris les États pontificaux, Rome et de nombreuses institutions papales. Il a rouvert sous le nom de Sant 'Alessio Falconieri en 1895.
La revue Marianum a été fondée par le père Gabriel Roschini en 1939 et il la dirige pendant treize années,. En 1950, il crée l'université intitulée Faculté de théologie Marianum (Facoltà Teologica Marianum en italien),. En 1971 par un décret promulgué par la Congrégation pour l'éducation catholique, elle se voit ajouter le titre de "pontificale" et par conséquent avec cet honneur, tous les droits et devoirs attachés à ce titre.